# Emanuel Linder (Philologe)
Emanuel Linder (* 6. Februar 1768 in Basel; † 4. April 1843) war ein Schweizer Altphilologe, Theologe und Historiker.

## Leben
Der Sohn eines Zuckerbäckers studierte ab dem 17. April 1781 an der Philosophischen Fakultät der Universität Basel und erlangte am 13. Mai 1785 den Grad eines Baccalaureus artium. Ab dem 13. April 1785 studierte er Theologie. Am 17. November 1789 wurde er zum Pfarramtskandidaten («Sancti Ministerii Candidatus», SMC) promoviert und hielt drei Tage später eine Probepredigt.
Am 4. Mai 1790 wurde Linder zum Professor der Geschichte berufen. Am 23. Oktober 1795 tauschte er den Lehrstuhl mit Johann Rudolf Schnell und wurde Professor des Hebräischen. 1797/98 und 1802/03 war er Dekan der Philosophischen Fakultät. Vom 14. Mai 1803 bis 1819 war er als Pfarrer in Bennwil tätig. Am 15. Juli 1819 kehrte er als Professor der griechischen Sprache und Literatur an die Universität Basel zurück und war ab dem 11. November 1819 zusätzlich als Lektor für Hebräisch tätig. 1821, 1827 und 1834 stand er erneut als Dekan der Philosophischen Fakultät vor. 1835 trat Linder von seinen Lehrverpflichtungen zurück.